# A názáreti Jézus
A názáreti Jézus (eredeti cím: Jesus of Nazareth) egy 1977-ben bemutatott filmdráma Franco Zeffirelli rendezésében, mely Jézus élettörténetét mutatja be.

## Szereplők
- Jézus – Robert Powell
- Jézus 12 évesen – Lorenzo Monet
- Zerah mester – Ian Holm
- Arimátiai József, Jézus tanítvány – James Mason
- Nikodémusz mester, farizeus – Laurence Olivier
- A házasságtörő asszony – Claudia Cardinale
- Mária Magdolna – Anne Bancroft
- Mária, Jézus anyja – Olivia Hussey
- Centúrió – Ernest Borgnine
- Heródes – Peter Ustinov
- Péter – James Farentino
- Boldizsár – James Earl Jones
- Barabás – Stacy Keach
- Menyhért – Donald Pleasence
- Heródes Antipász – Christopher Plummer
- Kajafás – Anthony Quinn
- Gáspár – Fernando Rey
- Simon – Ralph Richardson
- Júdás – Ian McShane
- Keresztelő János – Michael York
- Poncius Pilátus – Rod Steiger
- József – Yorgo Voyagis
- Ámosz – Ian Bannen
- Jehuda – Cyril Cusack

## Forgatási helyszínek
- Monasztir (Tunézia)
- Szúsza (Tunézia)
- Quarzazate (Marokkó)
- Líbia

## Díjak, jelölések
A filmet 1978-ban 6 kategóriában jelölték Televíziós BAFTA-díjra (legjobb színész, legjobb jelmez, legjobb operatőr, legjobb vágás, legjobb hang és a legjobb film), de egyik kategóriában sem nyert díjat.
- Emmy-díj (1978)
  - jelölés: legjobb mellékszereplő (komédia vagy dráma) – James Farentino
  - jelölés: különdíj (komédia vagy dráma) – Bernard J. Kingham, Vincenzo Labella
- Filmes újságírók olasz nemzeti szindikátusa (1978)
  - Ezüst Szalag díj (legjobb operatőr) – Armando Nannuzzi
  - Ezüst Szalag díj (legjobb kosztüm) – Lucia Mirisola
  - Ezüst Szalag díj (legjobb látványterv) – Lucia Mirisola